# Луи II Лотарингский
 Людовик (Луи) II Лотарингский (6 июля 1555, Дампьер-ан-Ивелин — 24 декабря 1588, замок Шато де Блуа) — французский церковный и государственный деятель, архиепископ Реймский (1574—1588), кардинал де Гиз (с 1578 года).

## Биография
Третий сын Франциска Лотарингского (1519—1563), герцога де Гиза (1550—1563), и Анны д’Эсте (1531—1607), младший брат и сподвижник герцога Генриха де Гиза. По материнской линии его дедом и бабкой были Эрколе II д’Эсте, герцог Феррары, и Рене Французская (дочь короля Франции Людовика XII).
В 1574 году Луи Лотарингский был избран архиепископом Реймским, сменив на этом посту своего дядю Шарля де Гиза. В том же году он стал аббатом Сен-Дени. 21 февраля 1578 году он получил сан кардинала. Он принял титул кардинала де Гиза, сменив на этом посту своего другого дядю — кардинала Луи де Гиза. Позднее он стал папским легатом в Авиньоне и кавалером Ордена Святого Духа.
Его преданность делу старшего брата, герцога Генриха Меченого, лидера Католической Лиги, и непримиримость к королевской власти спровоцировали враждебность французского короля Генриха III Валуа. По королевскому приказу кардинал Луи де Гиз был убит в 1588 году королевскими телохранителями в замке Блуа, на следующий день после смерти своего старшего брата Генриха.
У него был незаконнорожденный сын Луи бастард де Гиз (1588—1631), который родился от связи с Эмери де Лешерен, дамой де Гримокур, был узаконен в 1610 году.  
Сторонники Католической лиги сравнивали смерть Луи де Гиза с мученичеством Христа, активно используя этот мотив в своей пропаганде.

## Луи II Лотарингский в культуре
- Действует в пьесе Кристофера Марло «Парижская резня».
- Один из основных персонажей романа Дюма-отца «Графиня де Монсоро».

Кинематограф
- В постановках  романа Александра Дюма «Графиня де Монсоро» в образе кардинала Лотарингского предстали Пьер Ате (Франция, 1971 г.) и Хоан Массотклейнер (Франция, 2008 г.).
- 1978 — «Война трёх Генрихов» (Франция) режиссёра Марселя Кравенна; роль кардинала Лотарингского исполнил актёр Жак Франц.